# Feirão
Feirão é uma povoação portuguesa do Município de Resende que foi sede da extinta Freguesia de Feirão, freguesia que tinha 4,70 km² de área e 117 habitantes (2011), e, por isso, uma densidade populacional de 24,9 hab/km².
A Freguesia de Feirão foi extinta (agregada) pela última Reorganização administrativa do território das freguesias, de acordo com a Lei nº 11-A/2013 de 28 de Janeiro, tendo o seu território sido agregado ao da Freguesia de Felgueiras para constituir a União de Freguesias de Felgueiras e Feirão com sede em Felgueiras.

## População
| População da freguesia de Feirão | População da freguesia de Feirão | População da freguesia de Feirão | População da freguesia de Feirão | População da freguesia de Feirão | População da freguesia de Feirão | População da freguesia de Feirão | População da freguesia de Feirão | População da freguesia de Feirão | População da freguesia de Feirão | População da freguesia de Feirão | População da freguesia de Feirão | População da freguesia de Feirão | População da freguesia de Feirão | População da freguesia de Feirão |
| -------------------------------- | -------------------------------- | -------------------------------- | -------------------------------- | -------------------------------- | -------------------------------- | -------------------------------- | -------------------------------- | -------------------------------- | -------------------------------- | -------------------------------- | -------------------------------- | -------------------------------- | -------------------------------- | -------------------------------- |
| 1864                             | 1878                             | 1890                             | 1900                             | 1911                             | 1920                             | 1930                             | 1940                             | 1950                             | 1960                             | 1970                             | 1981                             | 1991                             | 2001                             | 2011                             |
| 191                              | 203                              | 186                              | 226                              | 216                              | 210                              | 225                              | 227                              | 222                              | 231                              | 241                              | 205                              | 158                              | 131                              | 117                              |

| Distribuição da População por Grupos Etários | Distribuição da População por Grupos Etários | Distribuição da População por Grupos Etários | Distribuição da População por Grupos Etários | Distribuição da População por Grupos Etários | Distribuição da População por Grupos Etários | Distribuição da População por Grupos Etários | Distribuição da População por Grupos Etários | Distribuição da População por Grupos Etários | Distribuição da População por Grupos Etários |
| -------------------------------------------- | -------------------------------------------- | -------------------------------------------- | -------------------------------------------- | -------------------------------------------- | -------------------------------------------- | -------------------------------------------- | -------------------------------------------- | -------------------------------------------- | -------------------------------------------- |
| Ano                                          | 0-14 Anos                                    | 15-24 Anos                                   | 25-64 Anos                                   | > 65 Anos                                    |                                              | 0-14 Anos                                    | 15-24 Anos                                   | 25-64 Anos                                   | > 65 Anos                                    |
| 2001                                         | 25                                           | 23                                           | 54                                           | 29                                           |                                              | 19,1%                                        | 17,6%                                        | 41,2%                                        | 22,1%                                        |
| 2011                                         | 12                                           | 18                                           | 57                                           | 30                                           |                                              | 10,3%                                        | 15,4%                                        | 48,7%                                        | 25,6%                                        |

Média do País no censo de 2001:  0/14 Anos-16,0%; 15/24 Anos-14,3%; 25/64 Anos-53,4%; 65 e mais Anos-16,4%
Média do País no censo de 2011:   0/14 Anos-14,9%; 15/24 Anos-10,9%; 25/64 Anos-55,2%; 65 e mais Anos-19,0%

## Património
- Igreja de Feirão.